# طائرة يوم القيامة

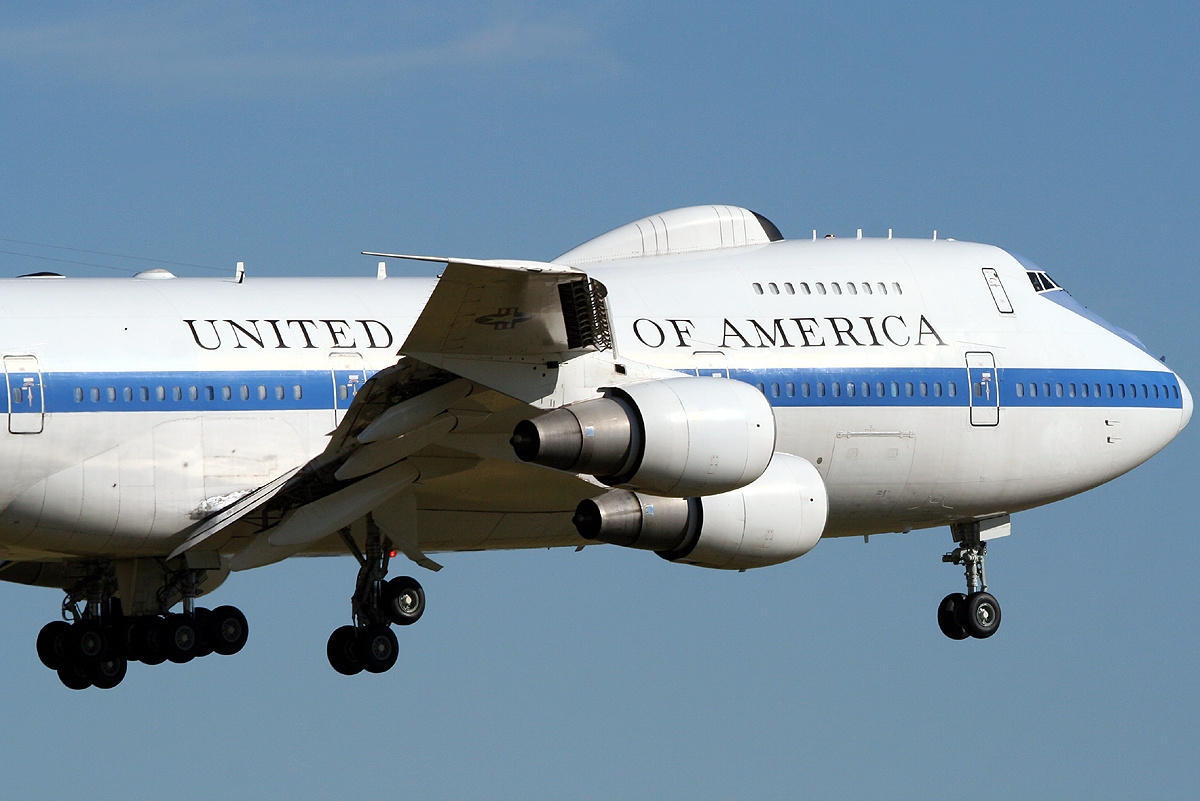
وزير الدفاع الأمريكي دونالد رامسفيلد يصل إلى أديلايد. تحتوي هذه المركبة الثقيلة القديمة على عدد كبير من الأسماء، مثل: طائرة مركز القيادة الوطنية المتقدمة المحمولة جواً، ومركز العمليات الوطني المحمول جواً (مركز قيادة الطوارئ الوطني المحمول جواً سابقًا التابع لـ NEACP)، والبنتاغون الطائر، والهامبر المزدوج، وربما الأكثر شرًا، طائرة يوم القيامة. قم بإحصاء أجهزة الاستشعار والهوائيات على متن "Ensign One" التي تطير من قاعدة Offutt AFB في أوماها، نبراسكا.

طائرة يوم القيامة (بالإنجليزية: Doomsday plane)‏؛ مصطلح يطلق على فئة غير رسمية من الطائرات التي صُنعت لتكون مركز قيادة وطني محمولًا جوًا يستخدم عند نشوب حرب نووية أو كارثة أو نزاع آخر واسع النطاق يهدد البنى التحتية العسكرية والحكومية الرئيسة. الولايات المتحدة والاتحاد الروسي هما الدولتان الوحيدتان اللتان عرفتا حول العالم بتصميم وتصنيع مثل هذه الطائرات.

## الولايات المتحدة
لدى الولايات المتحدة، طائرات عدة مصنفة ضمن طائرات يوم القيامة، وهي:
- بوينغ إي-4[2]
- بوينغ إي-6[3]
- نورثروب غرومان إي-10 إم سي 2 أي[4]

## روسيا
لدى الاتحاد الروسي، طائرات عدة مصنفة ضمن طائرات يوم القيامة، وهي:
- إليوشن إل-80
- إليوشن إي أل-76
- طائرة يوم القيامة الروسية (من المخطط أن تحل محل إليوشن إل-80)